# La Porte City (Iowa)
La Porte City – miasto w Stanach Zjednoczonych, w stanie Iowa, w hrabstwie Black Hawk. W 2000 roku liczyło 2275 mieszkańców.